# Terraplenagem

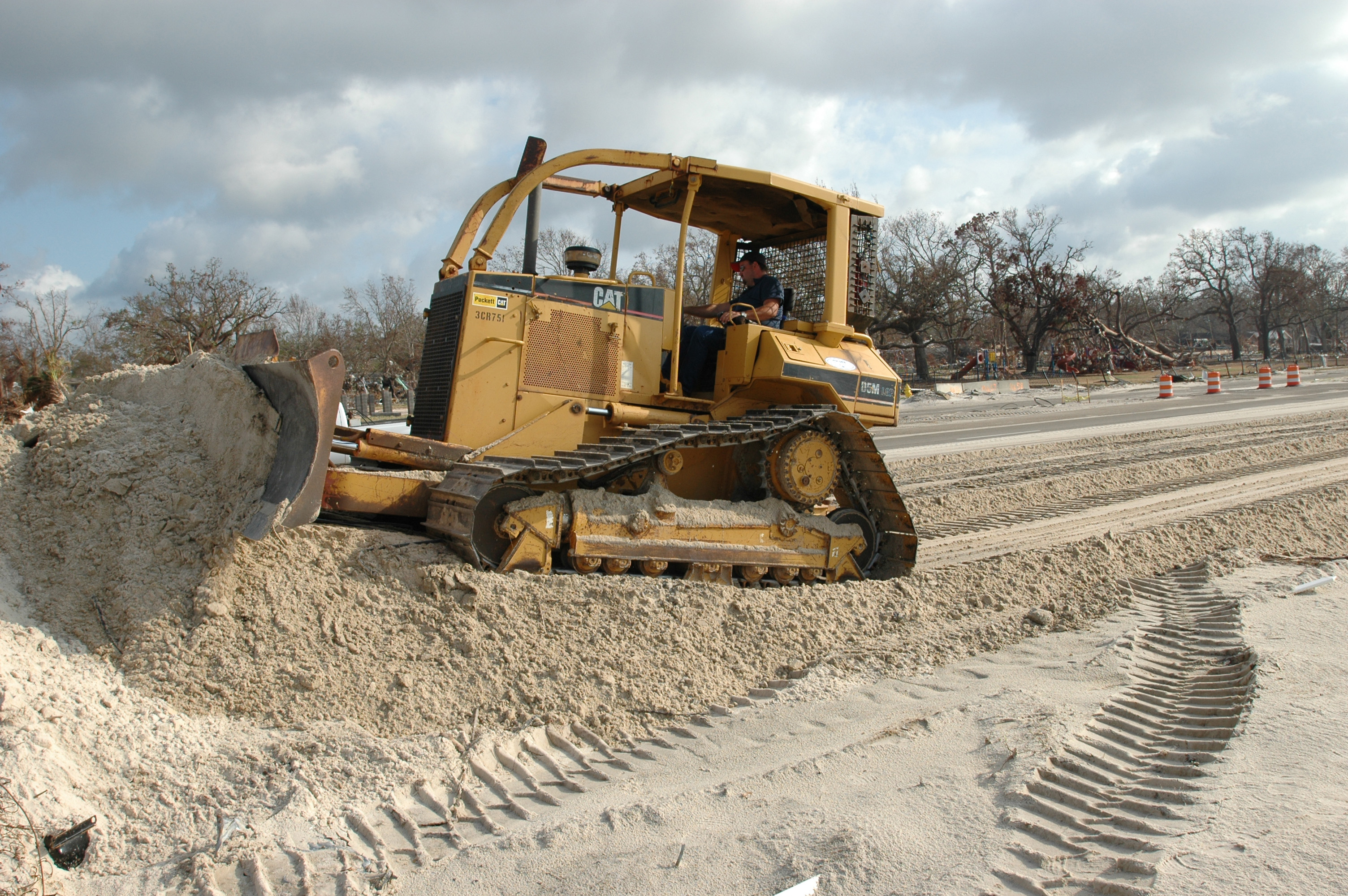
Trator da Caterpillar na tentativa de restaurar a praia em Biloxi (Mississippi) que foi danificada pelo furacão Katrina em 2005.

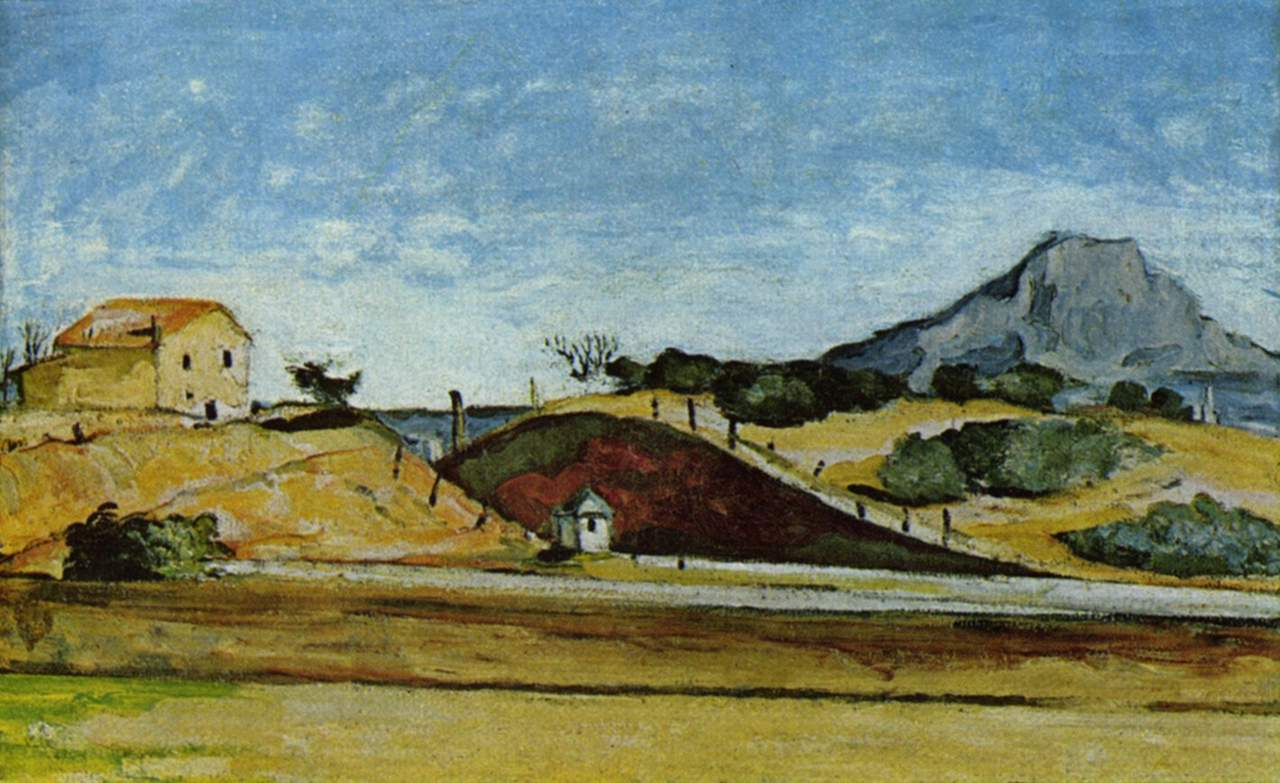
La Tranchée avec la montagne Sainte-Victoire, de Paul Cézanne (1869-1871), pintura de terraplenagem.

Terraplenagem é uma técnica construtiva que visa aplainar e aterrar um terreno. "Terrapleno", literalmente, significa "terra cheia, cheio de terra". Geralmente esta movimentação de solo tem o objetivo de atender a um projeto topográfico, como barragens, edifícios, aeroportos, açudes, entre outros projetos.

## História
Os primeiros registros do uso de terraplenagem são as construções de canais de irrigação, pirâmides, aquedutos, estradas, das civilizações egípcias, romanas e babilônicas.
Com a chegada da máquina a vapor na Revolução industrial, iniciou os primeiros usos de máquinas para terraplenagem.